# Muhammed Lütfi
Mehmet Lütfi Budak, Haja Muhammed Lütfi Effendi, of Zijne Heiligheid Alvarlı Efe (of Efe van Alvar) (1868-1956), zoals hij in de volksmond wordt genoemd, was een Turkse imam, soefi en dichter. Hij was een sjeik in de Naqshbandi en Qadiri soefi-ordes.

## Levensloop
Lütfi werd geboren in Kındigi (Altınbaşak) in het Pasinler (Hasankale) district van Erzurum. Volgens officiële gegevens is zijn geboortedatum 1854, volgens zijn zoon Hacı Seyfeddin Effendi werd hij geboren in 1868. Zijn vader was Haja Hüseyin Effendi en zijn moeder Hatice Hanım. Hij was een Sayyid uit de moederlijke lijn, die verwant is aan de Profeet Mohammed. Hij begon in 1890 te werken als imam in de Sivaslı Moskee in Hasankale. In datzelfde jaar bezocht hij voor het eerst de Naqshbandi Sheikh Muhammad Kufrawi, die met zijn vader in Bitlis verbleef. Vijf jaar later ontving hij het Naqshbandi kalifaat van Muhammad Kufrawi. De geestelijke keten is als volgt: Muhammad Kufrawi - Sayyid Taha Haqqari - Mawlana Khalid Baghdadi. Daarnaast was hij in Tillo en kreeg hij een licentie om les te geven in de Qadiri Soefi-orde van Sheikh Nur Hamza.
Tijdens de Eerste Wereldoorlog was hij imam in het dorp Dinarkom toen de Russische bezetting in Erzurum begon in 1916. Hij kreeg geen toestemming van het leger dat hij aanvroeg om persoonlijk te vechten. Toen de wreedheden tegen de minderheidsgroepen echter toenamen terwijl hij imam was van de moskee in het dorp Yavi in Tercan, nam hij ondanks zijn gevorderde leeftijd deel aan de oorlog met de militie die hij vormde uit de dorpelingen. Toen de oorlog eindigde en de Russische bezetting voorbij was, ging hij werken als imam in het dorp Alvar in Hasankale. Hij verbleef hier tot 1939. Imam Ramiz Effendi, die hem opvolgde toen hij Alvar verliet, is de vader van Fethullah Gülen. Gülen verklaart dat Efe van Alvar overleed terwijl hij zijn soefi-loge bezocht, en hij was toen 16 jaar oud. Na het einde van Tweede Wereldoorlog ging hij bij de eerste gelegenheid op pelgrimstocht. Hij maakte drie pelgrimstochten in 1947, 1949 en 1950. Tijdens zijn leven was hij vijf keer getrouwd. Van zijn zonen leefde alleen Haji Seyfeddin Effendi na zijn overlijden. Hij stierf in Erzurum op 12 maart 1956. Zijn graf bevindt zich in het dorp Alvar.
Muhammed Lüfti Effendi kende naast zijn moedertaal Turks ook Arabisch, Perzisch en Koerdisch genoeg om gedichten te schrijven. Hij componeerde gedichten in soefi poëzie. Na zijn dood werden zijn gedichten gepubliceerd door zijn zoon onder de naam Hulasat'ul-Hakayık (De Samenvatting van de Waarheden).